# Franz von Papen
Franz Joseph Hermann Michael Maria von Papen ( výslovnost; 29. října 1879, Werl – 2. května 1969, Sasbach) byl německý křesťansky orientovaný politik a diplomat, v rané fázi své politické kariéry spojený s katolickou stranou Zentrum.

## Politika

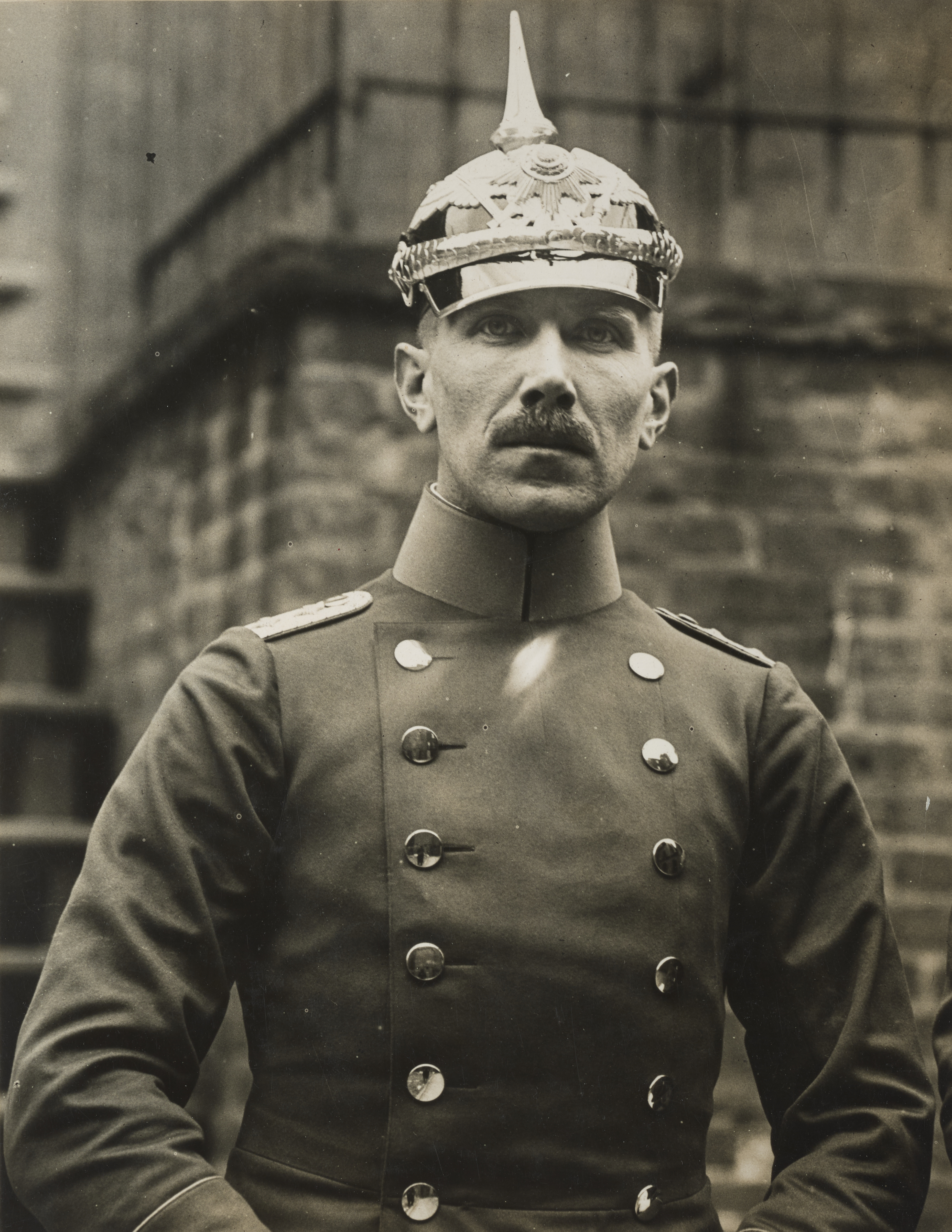
Mladý von Papen ve vojenské uniformě

V roce 1932 zastával úřad německého kancléře (jmenován byl proti vůli své strany a funkci přijal, i když přislíbil opak, což vedlo k jeho vyloučení ze strany). V lednu 1933 pomohl ke jmenování Adolfa Hitlera říšským kancléřem. V roce 1933 vyjednal za Hitlerovu vládu Říšský konkordát a souhlas strany Zentrum se zmocňovacím zákonem. Dle svých vlastních slov se domníval, že politicky nezkušeného Hitlera jako vicekancléř ovládne a že ten se znemožní tak, že brzy padne. Hitler se jej a jeho spolupracovníků však poté velice rychle zbavil. Posléze Papen působil jako německý velvyslanec v Rakousku.
Během druhé světové války vedl diplomatickou misi Německa v Turecku, kde pomohl tamnímu nunciovi Angelu Giuseppu Roncalimu (ten se stal později papežem svatým Janem XXIII.) se záchranou židovských uprchlíků před repatriací zpět do Německa. Po válce byl souzen Norimberským tribunálem, který jej zprostil obžaloby. V 50. letech se neúspěšně pokoušel o návrat do politiky. Byl čestným papežským komořím Pia XI. a svatého Jana XXIII.